# نیم‌طنابداران
نیم‌طنابداران (نام علمی: Hemichordata) نام یک شاخه از فرمانرو جانوران است.